# Paracrias laticalcar
Paracrias laticalcar is een vliesvleugelig insect uit de familie Eulophidae. De wetenschappelijke naam is voor het eerst geldig gepubliceerd in 2001 door Gumovsky.